# Baján Artúr
Baján Artúr, Bajan Artúr János Géza Henrik (Horvátország, Nova Gradiška/Bród-Szávamente megye, 1880. április 4. – Estoril, Portugália, 1969. november 12.) magyar olimpikon, evezős.

## Családja
Baján János és Maey Hedvig fia. 1920. október 13-án Genfben feleségül vette Baló Viola Györgyikét.

## Pályafutása
A Hungária Evezős Egylet MTK sportolójaként versenyzett.

### Olimpiai játékok
Az 1912. évi nyári olimpiai játékok kormányos nyolcevezős versenyszámban 8 nemzet versenyzett. Öt előfutamot rendeztek, a magyarok  Németország legjobb nyolcasával került egy futamban. A német nyolcas sportolói sokkal erősebbek voltak, evezős technikájuk az angol stílusra épült, két hajóhosszal nyerték a 3. futamot.
Hungária Evezős Egylet csapattársaival  (Szebeny István vezér evezős, Baján Artúr, Manno Miltiades, Jeney István, Gráf Lajos, Szebeny Miklós, Szebeny György, Vaskó Kálmán kormányos) a 7. helyen végzett.